# كاليبستوماتيداي
كاليبستوماتيدايهي عائلة من العث، يوجد جنسان على الأقل وحوالي ستة أنواع موصوفة في كاليبستوماتيداي.  

## الأجناس
ينتمي هذان الجنسان إلى عائلة كاليبستوماتيداي: 
- كاليبستوما كامبريدج، 1875
- سماريس لاتريل، 1796